# Олдс (Альберта)
Олдс (англ. Olds) — містечко в Канаді, у провінції Альберта, у складі муніципального району Маунтін-В'ю.

## Населення
За даними перепису 2016 року, містечко нараховувало 9184 особи, показавши зростання на 11,5%, порівняно з 2011-м роком. Середня густина населення становила 615,3 осіб/км².
З офіційних мов обидвома одночасно володіли 345 жителів, тільки англійською — 8 565, а 30 — жодною з них. Усього 695 осіб вважали рідною мовою не одну з офіційних, з них 5 — одну з корінних мов, а 25 — українську.
Працездатне населення становило 4 955 осіб (68% усього населення), рівень безробіття — 9,1% (11,8% серед чоловіків та 6% серед жінок). 84,9% осіб були найманими працівниками, а 13,9% — самозайнятими.
Середній дохід на особу становив $52 399 (медіана $37 910), при цьому для чоловіків — $68 018, а для жінок $37 595 (медіани — $50 598 та $29 269 відповідно).
29,6% мешканців мали закінчену шкільну освіту, не мали закінченої шкільної освіти — 17,5%, 52,8% мали післяшкільну освіту, з яких 28,4% мали диплом бакалавра, або вищий, 30 осіб мали вчений ступінь.
| Статево-вікова структура населення | Статево-вікова структура населення | Статево-вікова структура населення | Статево-вікова структура населення | Статево-вікова структура населення |
| ---------------------------------- | ---------------------------------- | ---------------------------------- | ---------------------------------- | ---------------------------------- |
|                                    |                                    |                                    |                                    |                                    |
| Всього                             | Всього                             | 48,3%51,7%                         |                                    |                                    |
| 0 — 14 років                       | 0 — 14 років                       |                                    | 16,7%                              | 16,7%                              |
| 15 — 64 років                      | 15 — 64 років                      |                                    | 61,8%                              | 61,8%                              |
| 65 і більше                        | 65 і більше                        |                                    | 21,5%                              | 21,5%                              |
| 85 і більше                        | 85 і більше                        |                                    | 4%                                 | 4%                                 |
| 100 і більше                       | 100 і більше                       |                                    | 0,1%                               | 0,1%                               |
| Середній вік (років)               | Середній вік (років)               | 40,744,1                           | 42,4                               | 42,4                               |
| Медіана (років)                    | Медіана (років)                    | 39,144,2                           | 41,6                               | 41,6                               |
| — чоловіки — жінки                 |                                    |                                    |                                    |                                    |

| Походження мешканців:     | Походження мешканців:     | Походження мешканців: | Походження мешканців: | Походження мешканців: |
| ------------------------- | ------------------------- | --------------------- | --------------------- | --------------------- |
| Походження                |                           |                       | осіб                  | %                     |
| Корінні американці        | Корінні американці        |                       | 450                   | 4.9%                  |
| Інше північноамериканське | Інше північноамериканське |                       | 2 480                 | 27%                   |
| Європейське               | Європейське               |                       | 6 915                 | 75.29%                |
| британське                | британське                |                       | 4 870                 | 53.03%                |
| французьке                | французьке                |                       | 915                   | 9.96%                 |
| українське                | українське                |                       | 690                   | 7.51%                 |
| Латинськоамериканське     | Латинськоамериканське     |                       | 25                    | 0.27%                 |
| Карибське                 | Карибське                 |                       | 45                    | 0.49%                 |
| Африканське               | Африканське               |                       | 40                    | 0.44%                 |
| Азійське                  | Азійське                  |                       | 630                   | 6.86%                 |
| Океанійське               | Океанійське               |                       | 35                    | 0.38%                 |

| Зайнятість населення за галузями (за класифікацією NOC): | Зайнятість населення за галузями (за класифікацією NOC): | Зайнятість населення за галузями (за класифікацією NOC): | Зайнятість населення за галузями (за класифікацією NOC): | Зайнятість населення за галузями (за класифікацією NOC): |
| -------------------------------------------------------- | -------------------------------------------------------- | -------------------------------------------------------- | -------------------------------------------------------- | -------------------------------------------------------- |
|                                                          |                                                          |                                                          |                                                          |                                                          |
| Управління                                               | Управління                                               |                                                          | 11%                                                      | 11%                                                      |
| Бізнес, фінанси та адміністрування                       | Бізнес, фінанси та адміністрування                       |                                                          | 12,1%                                                    | 12,1%                                                    |
| Природничі та прикладні науки                            | Природничі та прикладні науки                            |                                                          | 3,8%                                                     | 3,8%                                                     |
| Охорона здоров'я                                         | Охорона здоров'я                                         |                                                          | 7,5%                                                     | 7,5%                                                     |
| Освіта, правозахист, муніципальні та урядові служби      | Освіта, правозахист, муніципальні та урядові служби      |                                                          | 10,6%                                                    | 10,6%                                                    |
| Мистецтво, культура, відпочинок та спорт                 | Мистецтво, культура, відпочинок та спорт                 |                                                          | 2,7%                                                     | 2,7%                                                     |
| Роздрібна торгівля та послуги                            | Роздрібна торгівля та послуги                            |                                                          | 23,3%                                                    | 23,3%                                                    |
| Гуртова торгівля, транспорт та обладнання                | Гуртова торгівля, транспорт та обладнання                |                                                          | 18,7%                                                    | 18,7%                                                    |
| Природні ресурси, сільське господарство                  | Природні ресурси, сільське господарство                  |                                                          | 6,3%                                                     | 6,3%                                                     |
| Виробництво                                              | Виробництво                                              |                                                          | 4%                                                       | 4%                                                       |

## Клімат
Середня річна температура становить 2,8°C, середня максимальна – 21,5°C, а середня мінімальна – -18,5°C. Середня річна кількість опадів – 467 мм.
| Клімат поселення                              | Клімат поселення | Клімат поселення | Клімат поселення | Клімат поселення | Клімат поселення | Клімат поселення | Клімат поселення | Клімат поселення | Клімат поселення | Клімат поселення | Клімат поселення | Клімат поселення | Клімат поселення |
| Показник                                      | Січ.             | Лют.             | Бер.             | Квіт.            | Трав.            | Черв.            | Лип.             | Серп.            | Вер.             | Жовт.            | Лист.            | Груд.            |                  |
| Середній максимум, °C                         | −5,15            | −1,91            | 3,02             | 10,19            | 16,11            | 19,96            | 21,52            | 21,22            | 16,36            | 10,98            | 2,30             | −3,23            |                  |
| Середня температура, °C                       | −11,8            | −8,56            | −3,62            | 3,54             | 9,48             | 13,30            | 15,28            | 14,99            | 10,10            | 4,75             | −3,91            | −9,46            |                  |
| Середній мінімум, °C                          | −18,46           | −15,21           | −10,28           | −3,11            | 2,83             | 6,66             | 9,06             | 8,77             | 3,88             | −1,49            | −10,16           | −15,68           |                  |
| Норма опадів, мм                              | 18               | 14               | 20               | 23               | 54               | 85               | 82               | 61               | 55               | 19               | 18               | 18               |                  |
| Середньомісячна швидкість вітру, м/с          | 3.31             | 3.30             | 3.55             | 3.80             | 3.76             | 3.50             | 3.10             | 2.99             | 3.23             | 3.50             | 3.50             | 3.40             |                  |
| Середньомісячна сонячна радіація, кДж/м²·день | 3920             | 7296             | 12464            | 17277            | 20632            | 21911            | 22806            | 19293            | 13352            | 8024             | 4093             | 2976             |                  |
| --------------------------------------------- | ---------------- | ---------------- | ---------------- | ---------------- | ---------------- | ---------------- | ---------------- | ---------------- | ---------------- | ---------------- | ---------------- | ---------------- | ---------------- |
| Джерело:                                      |                  |                  |                  |                  |                  |                  |                  |                  |                  |                  |                  |                  |                  |

## Галерея

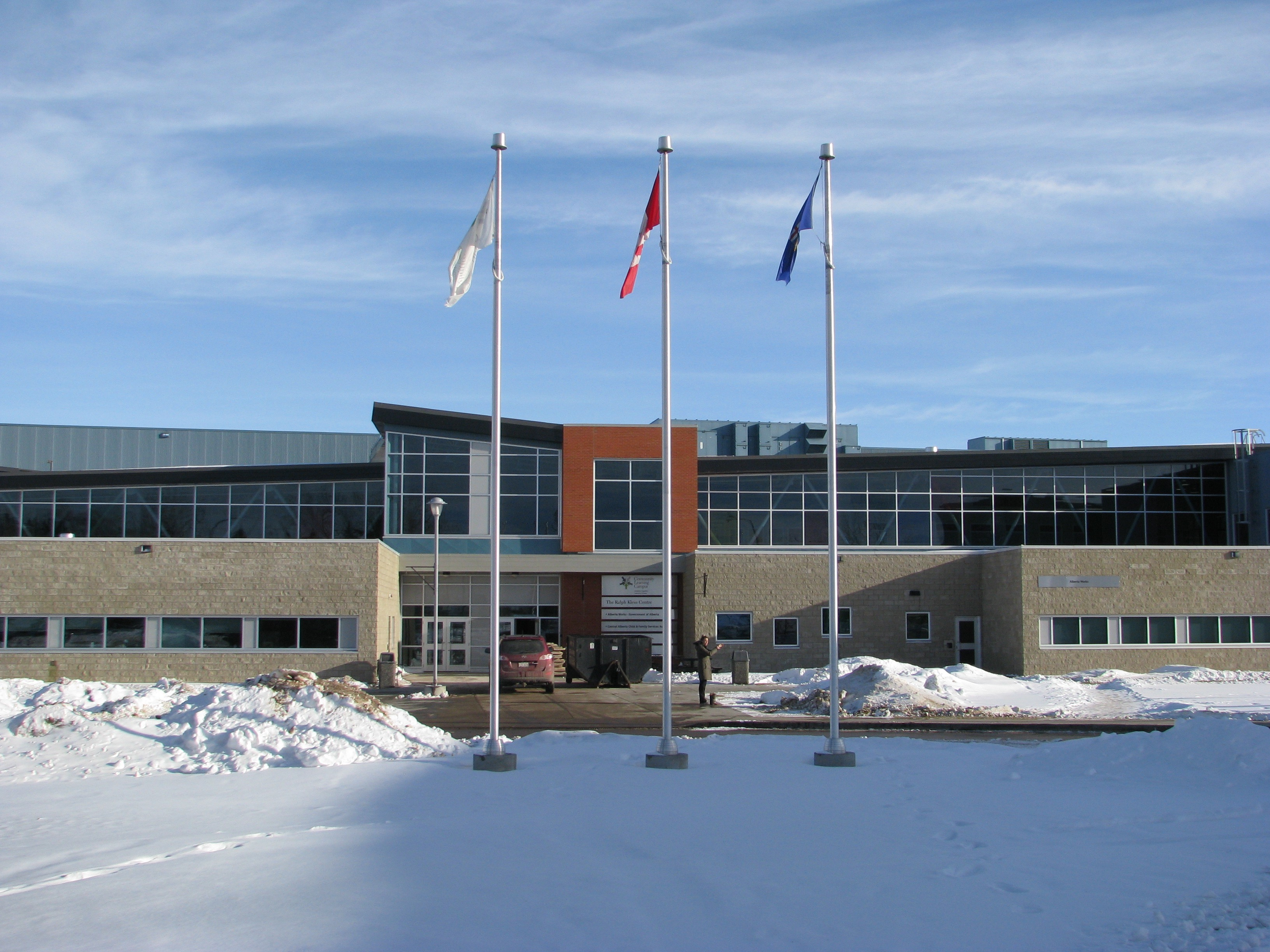
Адміністративна будівля
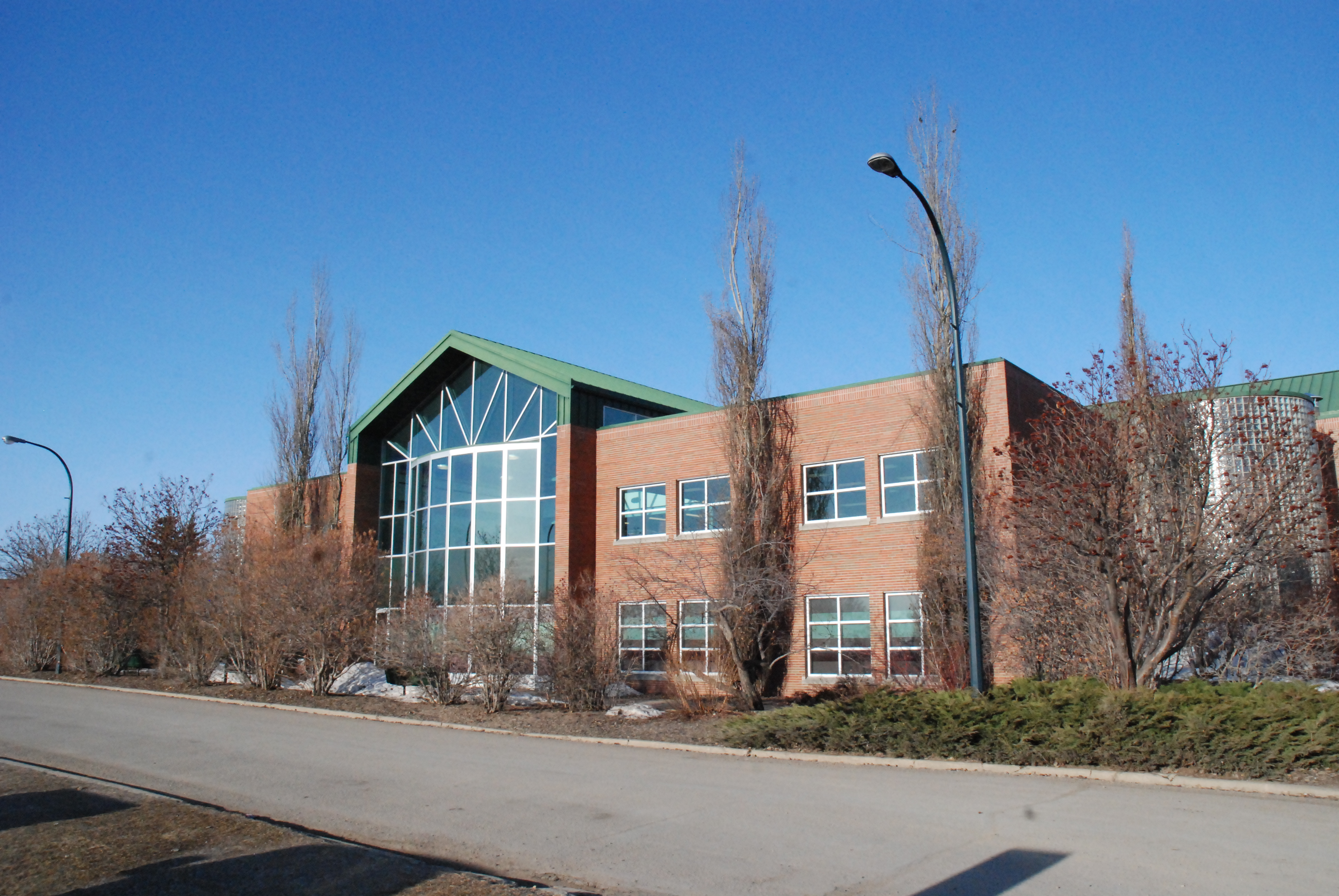
Олдс-колледж
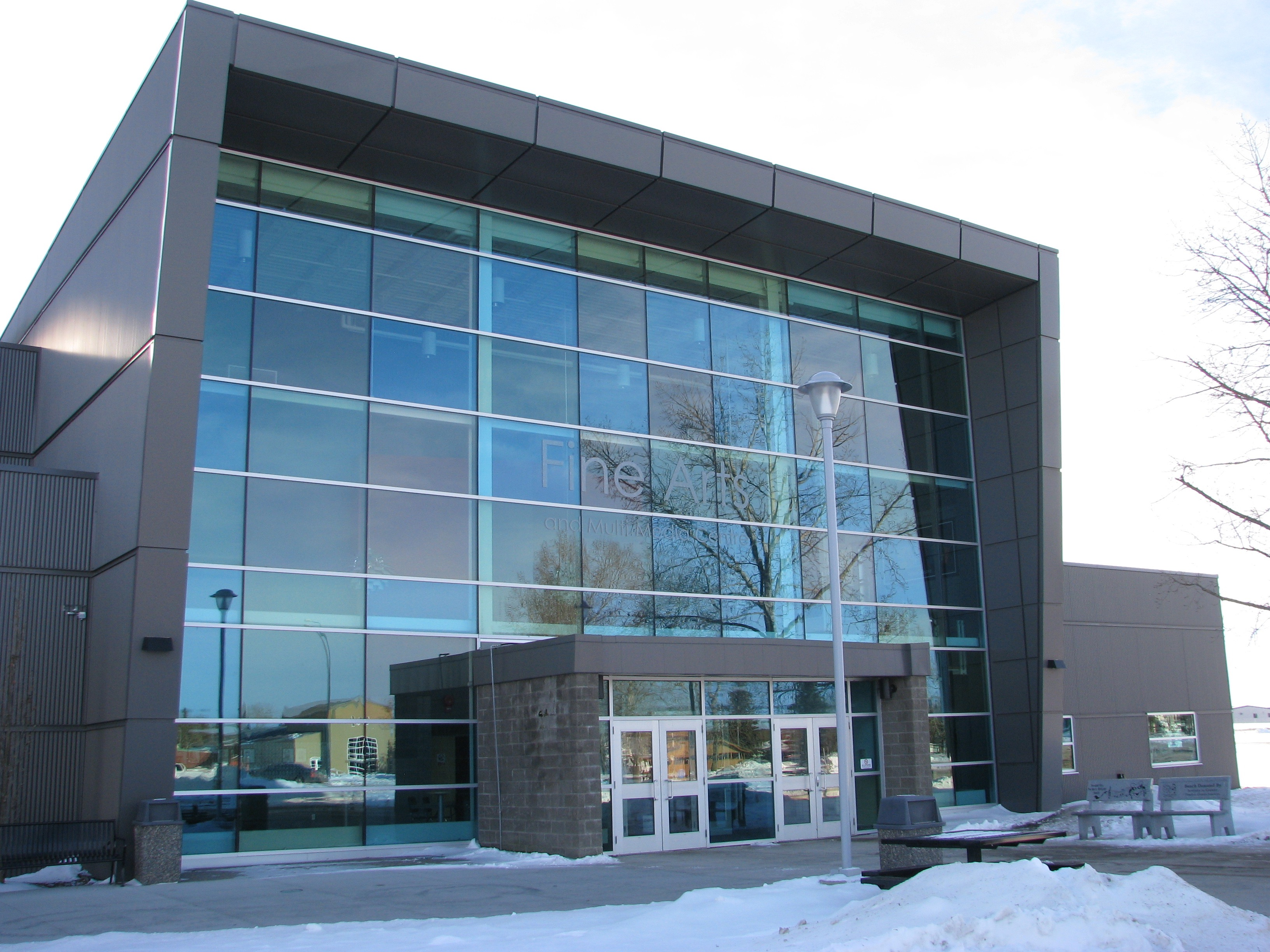
Центр мистецтв та медіа